# Beneamane (Hodh-Charghi)
Beneamane è uno dei sette comuni del dipartimento di Djiguenni, situato nella regione di Hodh-Charghi in Mauritania. Nel censimento della popolazione del 2000 contava 4.466 abitanti.